# Ethel MacDonald
Ethel MacDonald (* 24. Februar 1909 in Bellshill bei Glasgow; † 1. Dezember 1960 in Glasgow) war eine schottische Anarchistin und Aktivistin sowie im Jahr 1937, während des Spanischen Bürgerkrieges, eine Propagandistin beim Radio der CNT in Barcelona.

## Biografie
Ethel MacDonald arbeitete anfangs als Kellnerin. Schottland geriet in dieser Zeit mehr und mehr in die Weltwirtschaftskrise, die Arbeit war knapp und wurde auch ziemlich schlecht bezahlt. Ethel engagierte sich in der Frauen- und Arbeiterbewegung und lernte 1931 Guy Aldred kennen, Herausgeber anarchistischer Zeitungen in Glasgow und arbeitete mit ihm. Im gleichen Jahr erhoben sich die Bergarbeiter in Oviedo, Asturien (Spanien). An diesem Aufstand nahmen Sozialisten, Kommunisten und Anarchisten gleichermaßen teil. Ethel MacDonald erkannte schnell die Bedeutung und hob in vielen Reden und Artikeln die Wichtigkeit dessen hervor, was da in Spanien geschah.
Der Militärputsch unter General Franco elektrisierte auch sie. Sie schrieb dagegen an, verteilte Flugblätter und rief zu Aktionen auf. In fast jeder größeren Stadt gab es Info-Stände, Gelder wurden gesammelt, Unterschriftenlisten erstellt und in einigen Fällen Menschen für die Internationalen Brigaden geworben.
Die CNT in Barcelona brauchte einen englischsprechenden Journalisten, der der Welt von der katalanischen Revolution berichtete. Ethel MacDonald mit ihren Schreib- und Propagandafähigkeiten war dafür gut geeignet. Glasgows Anarchisten sammelten Gelder, die es Ethel und ihrer Partnerin Jenny Patrick ermöglichten, bis Perpignan zu kommen. Der Rest wurde getrampt und gehungert.
Barcelona war in diesen unglaublichen Monaten 1936/37 das Zentrum der wohl radikalsten Revolution der Welt geworden. Etwa drei Millionen Frauen, Männer und Kinder waren daran beteiligt. Kommunen formten das Land um. Arbeiter übernahmen die Fabriken, die Polizei wurde durch zivile Selbstverteidigung (Milizen) ersetzt. 3/4 der katalanischen Wirtschaft waren kollektiviert.
Ethel schrieb darüber und bald wurden ihre propagandistischen Fähigkeiten bemerkt. Das Radio war in diesen Tagen ein neues und wichtiges Mittel geworden. Ethel wurde die Stimme der anarchistischen Rundfunkstation in Barcelona. Rund um die Welt gingen nun übers Radio die Geschehnisse in Spanien.
Je mehr der faschistische Aufstand in Spanien zunahm, umso leidenschaftlicher wurden Ethels Sendungen – und zog viele Freiwillige an. Doch die neue Welt näherte sich im Mai 1937 dem Ende. Der Angriff auf das Fernsprechamt in Barcelona, eine Hochburg der Anarchisten, ging nicht von den Faschisten aus, sondern von der von den Kommunisten gestützten Regierung. Inmitten der Straßenkämpfe gelang es Ethel noch Bulletins aus dem Land bringen zu lassen. Noch 4 Tage kämpften die Revolutionäre. Viele von ihnen wurden von ehemaligen Verbündeten festgenommen, andere gefoltert, viele getötet. Auch Ethel wurde inhaftiert. In der Gefängniszelle schrieb sie Nachrichten für andere Mitgefangene und schmuggelte diese zusammen mit ihren Berichten in Lebensmitteldosen hinaus. Einem Mitglied der englischen „Labour Party“ gelang es dann, Ethel gegen Kaution aus dem Gefängnis zu holen. Aber sie verließ noch nicht das Land, sondern tauchte ein in den praktischen Widerstand und verhalf dabei vielen Genossen zur Flucht.
Im Februar 1939 erkannten Großbritannien und Frankreich das Francoregime an. Ethel MacDonald flüchtete aus Spanien und setzte ihre Tätigkeiten in Europa fort. In Amsterdam und Paris erzählte sie von der spanischen Revolution und rief zum Widerstand gegen den Faschismus auf.
Später arbeitete sie wieder als Journalistin in Glasgow, aber auch als Druckerin und verteilte die Zeitungen auf der Straße, auch hier ohne jegliche finanzielle Vergütung. Am 1. Dezember 1960 starb Ethel MacDonald an Multipler Sklerose.